# 巴西雷亚尔
巴西黑奧（葡萄牙語：real，葡萄牙語發音：[ʁeˈaw]、[heˈaʊ̯]，符號：R$，ISO 4217代碼：BRL，复数：reais），又音譯為里奧或雷亞爾，是巴西現在通用的貨幣。 它也是巴西最早時使用的貨幣名稱，不同的是，現在使用的雷亞爾還有貨幣單位「仙塔沃」（Centavo，意为“分”），100分等於1雷亞爾。。

## 流通中的貨幣

### 硬幣

巴西的硬幣系列，其中 1 分已經停止流通。

- 1 分
- 5 分
- 10 分
- 25 分
- 50 分
- 1 雷亞爾

### 紙幣

#### 2003 年

流通中的巴西紙幣系列。

- 2 雷亞爾
  - 正面：巴西聯邦共和國雕像
  - 背面：玳瑁海龜
- 5 雷亞爾
  - 正面：巴西聯邦共和國雕像
  - 背面：大白鷺
- 10 雷亞爾
  - 正面：巴西聯邦共和國雕像
  - 背面：绿翅金刚鹦鹉
- 20 雷亞爾
  - 正面：巴西聯邦共和國雕像
  - 背面：金獅面狨
- 50 雷亞爾
  - 正面：巴西聯邦共和國雕像
  - 背面：美洲豹
- 100 雷亞爾
  - 正面：巴西聯邦共和國雕像
  - 背面：石斑魚

## 外部連結
- 巴西硬幣（附圖）
- 巴西雷亞爾紙幣介紹 （页面存档备份，存于）
- 巴西历史钞票 （页面存档备份，存于） （英文）（德文）